# フィトケミストリー
『フィトケミストリー』（英語：Phytochemistry ）は、植物化学、応用植物化学、植物生化学及び分子生物学を取り扱う学術雑誌である。エルゼビア社が発行している。